# Francisco Martínez Bustamante
Francisco Antonio Martínez Bustamante (Santander, 1680 - Oviedo, 1745) fue un pintor barroco español, activo en Asturias durante la primera mitad del siglo XVIII.

## Biografía
Hijo de Antonio Martínez, que trabajaba como dorador de retablos, ya en 1699 era vecino de Oviedo, donde contrajo matrimonio.
Es posible que Cean Bermúdez lo hubiera hecho alumno del taller de Miguel Jacinto Meléndez, en Madrid. Desde de 1717, fue el pintor de la catedral de Oviedo. Se trata de un artista afamado y muy solicitado tanto por los nobles asturianos como por las convenciones religiosas (catedral, conventos franciscanos, colegios, colegiatas...), llegando su fama hasta Santander y el norte de León.

## Influencias y estilo
Cultivó una gran variedad de géneros: pintura decorativa, vidas de santos, cuadros de altar, retratos exvoto, etc. Por esta razón dejó una abundante cantidad de obras. Destacó por su capacidad para el retrato (Marqués de Santa Cruz, Pedro Analso de Miranda, Álvaro Cienfuegos Sierra...). Esta diversidad de géneros influyó sobremanera para que su obra resultase muy apreciada por unos clientes que eran variados y,  en general, no muy exigentes. En 1710 obtuvo mucha fama por su serie sobre la vida de san Francisco, realizada para el convento de san Francisco, en Oviedo. Los estudios madrileños explicarían su capacidad para trabajar la pintura al fresco, o el desarrollo de algunas formas, modelos y géneros, herederos todos ellos del decorativo y naturalista estilo barroco, característico de España y sus colonias en la primera mitad del siglo XVIII. Por influencia de Meléndez, o por sus visitas a Madrid, también se perciben influencias del rococó en alguna de sus obras.

## Obras
- Asunción de la Virgen Archivado el 19 de octubre de 2020 en Wayback Machine., 1734. Fresco, cúpula de la sacristía de la catedral de Oviedo.
- San Juan Neopuceno y La visión de san Antonio de Padua, Museo de Bellas Artes de Asturias.